# ロケット商会
ロケット商会（ろけっとしょうかい、英称：Rocket & CO., LTD. ）は、かつて静岡県浜松市に存在したモペッドやモーターサイクルなどの自動二輪車を製造するメーカーである。製品のブランドは、「クインロケット」（Queen Rocket ）。

## 概要
登記上本社は静岡県浜松市元浜町であった。1960年代の経営危機の後に創業家一族が退き、鈴木自動車工業（現スズキ）の援助を受けることになった。その後会社組織は存在せず、登記簿上暫く存在した上で、会社清算手続きを実施された。

## 年表
- 1948年 - 静岡県浜松市に「ロケット商会」を創立。
- 1958年 - 「榎村鉄工所」製エンジンを搭載したクインロケット200Rを発売。
- 1960年以降　会社経営が行き詰まり、モーターサイクルの製造から撤退し、程なくして廃業した。

## 主な製造・研究拠点

### 自社拠点
- 本社事業所（静岡県浜松市元浜町）
- 榎村鉄工所　搭載するエンジンの製作会社（協力企業）

### かつて販売されていた商品
- クインロケットNR（1954年発売）
- クインロケットAR - 175cc。
- クインロケットOR（1955年発売） - 空冷2ストローク単気筒、249cc。12.8馬力/6200rpm、1.53kgm/4900rpm。
- クインロケット125BR（1955年発売） - 空冷2ストローク単気筒、124cc。5.5馬力/5000rpm。
- クインロケット200R（1958年発売） - 199cc、シフトチェンジが容易く行える機構を持ち、その特許を取得していた。
- クインロケット125R（1958年発売） - エンジンは穂高工業所製124cc。7.8馬力。
- クインロケット125F（1959年発売） - 空冷2ストローク単気筒、124cc。7.8馬力/5400rpm、1.1kgm/3600rpm。
- クインロケット125H（1959年試作） - クインロケット125Rにパリラ風の外装を施したショーモデル。
- クインロケットG125（1960年発売） - 空冷2ストローク単気筒、124cc。10.5馬力/8000rpm、0.89kgm/6000rpm。